# Singnatídeos
Singnatídeos (Syngnathidae) é uma família de peixes que inclui o cavalo-marinho.

## Classificação
Família Syngnathidae
- Subfamília Hippocampinae
  - Gênero Hippocampus - cavalos-marinho
  - Gênero Histiogamphelus
- Subfamília Syngnathinae (peixes-agulha)
  - Gênero Acentronura Kaup, 1953
  - Gênero Anarchopterus Hubbs, 1935
  - Gênero Apterygocampus Weber, 1993
  - Gênero Bhanotia Hora, 1926
  - Gênero Bryx Herald, 1940
  - Gênero Bulbonaricus Herald in Schultz, Herald, Lachner, Welander e Woods, 1953
  - Gênero Campichthys Whitley, 1931
  - Gênero Choeroichthys Kaup, 1856
  - Gênero Corythoichthys Kaup, 1853
  - Gênero Cosmocampus Dawson, 1979
  - Gênero Doryichthys Kaup, 1953
  - Gênero Doryrhamphus Kaup, 1856
  - Gênero Dunckerocampus Whitley, 1933
  - Gênero Enneacampus Dawson, 1981
  - Gênero Entelurus Duméril, 1870
  - Gênero Festucalex Whitley, 1991
  - Gênero Filicampus Whitley, 1948
  - Gênero Halicampus Kaup, 1856
  - Gênero Haliichthys Gray, 1859
  - Gênero Heraldia Paxton, 1975
  - Gênero Hippichthys Bleeker, 1849—river pipefishes
  - Gênero Hypselognathus Whitley, 1948
  - Gênero Ichthyocampus Kaup, 1853
  - Gênero Kaupus Whitley, 1971
  - Gênero Kimblaeus Dawson, 1980
  - Gênero Kyonemichthys Gomon, 2007
  - Gênero Leptoichthys Kaup, 1853
  - Gênero Leptonotus Kaup, 1853
  - Gênero Lissocampus Waite and Hale, 1921
  - Gênero Maroubra Whitley, 1948
  - Gênero Micrognathus Duncker, 1912
  - Gênero Microphis Kaup, 1853—freshwater pipefishes
  - Gênero Minyichthys Herald and Randall, 1972
  - Gênero Mitotichthys Whitley, 1948
  - Gênero Nannocampus Günther, 1877
  - Gênero Nerophis Rafinesque, 1810
  - Gênero Notiocampus Dawson, 1979
  - Gênero Penetopteryx Lunel, 1881
  - Gênero Phoxocampus Dawson, 1977
  - Gênero Phycodurus Gill, 1896—leafy Sea Dragons
  - Gênero Phyllopteryx Swainson, 1839
  - Gênero Pseudophallus Herald, 1940—fluvial pipefishes
  - Gênero Pugnaso Whitley, 1948
  - Gênero Siokunichthys Herald in Schultz, Herald, Lachner, Welander e Woods, 1953
  - Gênero Solegnathus Swainson, 1839
  - Gênero Stigmatopora Kaup, 1853
  - Gênero Stipecampus Whitley, 1948
  - Gênero Syngnathoides Bleeker, 1851
  - Gênero Syngnathus Linnaeus, 1758—seaweed pipefishes
  - Gênero Trachyrhamphus Kaup, 1853
  - Gênero Urocampus Günther, 1870
  - Gênero Vanacampus Whitley, 1951

1. ↑  «Singnatídeos». Michaelis